# Röthenbach an der Pegnitz
Röthenbach an der Pegnitz, Röthenbach a.d.Pegnitz – miasto w Niemczech, w kraju związkowym Bawaria, w rejencji Środkowa Frankonia, w regionie Industrieregion Mittelfranken, w powiecie Norymberga. Leży w Okręgu Metropolitarnym Norymbergi, ok. 12 km na północny wschód od Norymbergi i ok. 5 km na południowy zachód od Lauf an der Pegnitz, nad rzeką Pegnitz, przy autostradzie A6, A3, drodze B14 i linii kolejowej Monachium – Berlin.

## Dzielnice
W skład miasta wchodzą następujące dzielnice: 
- Röthenbach an der Pegnitz
- Grüne Au
- Grünthal
- Haimendorf
- Himmelgarten
- Moritzberg
- Renzenhof
- Rockenbrunn
- Röthenbachtal
- Schnackenhof
- Seespitze
- Speckschlag
- Steinberg

## Polityka
Rada miasta:
|      | CSU | SPD | Zieloni | Wolni Wyborcy (Freie Wähler) | Razem      |
| 2008 | 7   | 12  | 2       | 3                            | 24 miejsca |

### Współpraca
Miejscowości partnerskie:
- Bad Gleichenberg, Austria
- Clayes-sous-Bois, Francja
- Werdau, Saksonia

## Zabytki
- Muzeum Techniki Historycznej (Museum für Historische Wehrtechnik)
- zamek, wybudowany w latach 1515–1564
- rezydencja w dzielnicy Renzenhof
- Kaplica św. Maurycego (St. Mauritius)

## Osoby urodzone w Röthenbach an der Pegnitz
- Reinhard Knodt, pisarz
- Christina Paulhofer, reżyserka